# Hartmut Briesenick
Hartmut Briesenick (ur. 17 marca 1949 w Luckenwalde, zm. 8 marca 2013 w Berlinie) – wschodnioniemiecki lekkoatleta, który specjalizował się w pchnięciu kulą.

## Kariera
W 1972 r. zdobył brązowy medal igrzysk olimpijskich. Dwa razy w karierze zdobywał tytuł mistrza Europy. Złoty medalista uniwersjady w Turynie (1970). Pięciokrotny rekordzista NRD (w latach 1971–1973). Rekord życiowy: 21,67 m (1 września 1973, Poczdam). Zakończył karierę w 1978 r.
Były mąż Ilony Slupianek (para wzięła rozwód).

## Osiągnięcia
| Rok  | Impreza                       | Miejsce   | Lokata     | Wynik |
| ---- | ----------------------------- | --------- | ---------- | ----- |
| 1968 | Europejskie igrzyska juniorów | Lipsk     | 1. miejsce | 18,71 |
| 1969 | Europejskie igrzyska halowe   | Belgrad   | 2. miejsce | 19,19 |
| 1970 | Halowe mistrzostwa Europy     | Wiedeń    | 1. miejsce | 20,22 |
| 1970 | Półfinał Pucharu Europy       | Helsinki  | 1. miejsce | 20,36 |
| 1970 | Finał A Pucharu Europy        | Sztokholm | 1. miejsce | 20,55 |
| 1970 | Uniwersjada                   | Turyn     | 1. miejsce | 19,97 |
| 1971 | Halowe mistrzostwa Europy     | Sofia     | 1. miejsce | 20,19 |
| 1971 | Mistrzostwa Europy            | Helsinki  | 1. miejsce | 21,08 |
| 1972 | Halowe mistrzostwa Europy     | Grenoble  | 1. miejsce | 20,67 |
| 1972 | Igrzyska olimpijskie          | Monachium | 3. miejsce | 21,14 |
| 1973 | Półfinał Pucharu Europy       | Nicea     | 1. miejsce | 20,68 |
| 1973 | Finał A Pucharu Europy        | Edynburg  | 1. miejsce | 20,95 |
| 1974 | Mistrzostwa Europy            | Rzym      | 1. miejsce | 20,50 |